# Wapen van Alphen aan den Rijn
Het wapen van Alphen aan den Rijn werd op 6 februari 2014 bij Koninklijk Besluit toegekend aan de gemeente Alphen aan den Rijn. Een eerder wapen werd op 23 april 1918 bij Koninklijk Besluit aan de gemeente toegekend.

## Blazoenering
De beschrijving luidt: 
In azuur een golvende schuinbalk van zilver, vergezeld boven van een achtpuntige ster en beneden van een burcht, alles van goud. Het schild gedekt met een gouden kroon van drie bladeren en twee parels en gehouden door twee gouden leeuwen, getongd en genageld van keel.
De beschrijving van het eerste wapen is : 
In zilver een achtpuntige ster van sabel. Het schild gedekt met eene gouden kroon van 3 bladeren en 2 parelpunten en gehouden door 2 gouden leeuwen, getongd en genageld van keel.

## Geschiedenis
De ster in het wapen is gelijk aan dat van de plaats Alphen aan den Rijn, die in 1918 als gemeente fuseerde met Aarlanderveen en Oudshoorn en in 2014 met Boskoop en Rijnwoude. Het wapen is afkomstig van de familie Van Alphen, een tak van de familie van Kralingen, die een achtpuntige ster voerden.
N.B. 
- De heraldische kleuren in de schilden zijn: zilver (wit), sabel (zwart), keel (rood), en goud (geel).
- De leeuwen zijn in het register van de HRvA nogal ongebruikelijk getekend: de linkerleeuw (voor de toeschouwer rechts) heeft zijn linkerpoot voor zijn rechterpoot, waardoor wij tegen zijn achterste aan kijken, iets wat in de heraldiek zeer ongebruikelijk is. Ook staan beide leeuwen slechts met 1 poot op de ondergrond en rust de andere achterpoot tegen het wapen. In het stadkantoor is zelfs een afbeelding van het wapen te zien waarin allebei de leeuwen hun achterste naar de kijker toe richten en zo hun mannelijkheid lijken te verbergen. Dit kan bewust zo zijn gedaan, uit preutsheid, of onbewust.

Door een gemeentelijke herindeling werden Boskoop en Rijnwoude op 1 januari 2014 aan de gemeente toegevoegd. Er moest een nieuw wapen worden ontworpen. Op 7 mei 2013 hadden de gemeenten zich tot de Hoge Raad van Adel gewend om advies uit te brengen voor een nieuw wapen. Zij hadden twee ontwerpen meegezonden, het eerste ontwerp werd gekozen; de ster is een herinnering aan Alphen en Rijnwoude die beiden een ster voerden in hun wapen, daarbij de burcht van Boskoop als elementen overgenomen. Als uitgangspunt voor beide ontwerpen namen zij een golvende lichtblauwe lijn (als symbool voor de Oude Rijn en de Gouwe) afkomstig uit het logo van de nieuwe gemeente. Het tweede ontwerp bestond uit een zilveren schild met een blauwe golvende schuinbalk met een zwarte achtpuntige ster. 
Het wapen werd met het Koninklijk Besluit van 6 februari 2014 aan de gemeente verleend. Het wapen werd pas op 27 november gepresenteerd en in gebruik genomen. Vanwege een spelfout in de gemeentenaam moest een nieuw diploma worden gemaakt. Opmerkelijk is dat op het diploma desalniettemin de datum van 6 februari gehandhaafd is.

## Verwante wapens

Het wapen van de tot 1918 zelfstandige gemeente Alphen
Het Wapen van Boskoop
Het Wapen van Rijnwoude